# إعلان اجتماعي (علاقات اجتماعية)
الإعلان الاجتماعي هو الإعلان الذي يعتمد على المعلومات أو الشبكات الاجتماعية لخلق اتصالات تسويقية، واستهدافها، وتقديمها. تستخدم العديد من الأمثلة الحالية عن التسويق الاجتماعي خدمة تفسير معينة لجمع المعلومات الاجتماعية، وبناء علاقات مع المستهلكين والمحافظة عليها، والقيام بالاتصالات. على سبيل المثال، تشتمل المنصات الإعلانية التي قدمتها مواقع مثل جوجل، وتويتر، وفيسبوك استهداف الإعلانات وعرضها بناء على العلاقات الموضحة عن الخدمات نفسها. من الممكن أن يكون الإعلان الاجتماعي جزءًا من إستراتيجية تسويقية أوسع على مواقع التواصل الاجتماعي مصممة للتواصل مع المستهلكين.

## الاستهداف الاجتماعي
بما أنه من المرجح تشابه المستهلكين ممن تربطهم علاقة ما أكثر من أولئك ممن لا تجمعهم أي علاقة، من الممكن استخدام معلومات عن هذه العلاقات لاستنتاج خصائص المستهلكين المفيدة للاستهداف. على سبيل المثال، يمكن تحسين التوقعات الخاصة بمكان سكن أحدهم باستخدام المعلومات الجغرافية الخاصة بأقرانه. من الممكن أن تتيح المنصات الإعلانية الموجودة للمعلنين استهداف نظراء المستهلكين بوضوح (على سبيل المثال، الأصدقاء على فيسبوك، والمتابعين على تويتر) ممن لديهم ارتباط معروف بالعلامات التجارية التي يشترون منها. وهكذا، فإن إحدى الطرق التي من المتوقع أن يكون فيها الإعلان الاجتماعي فعالًا هي أن الشبكات الاجتماعية ترمّز المعلومات المتعلقة بالخصائص غير الملحوظة للمستهلكين، بما في ذلك قابلية استخدام أحد المنتجات وإقناع نظرائهم باستخدامه. يستهدف الإعلان الاجتماعي الخصائص السكانية للجمهور اعتمادًا على سجل تصفحهم للإنترنت. ما ساعد الشركات على فهم اهتمامات المستخدمين واستهداف مجموعة معينة منهم. سواء تعلق الأمر بالموقع أو الاهتمامات الشخصية، من الممكن أن تجعل الأنواع المختلفة للشركات المستهلك يعتمد بشكل كبير على إعلاناتها. يُعتبر ذلك أحد أسباب تقدم الإعلان الاجتماعي مع مرور الوقت. بشكل عام، يزيد توجيه الجمهور إلى أصحاب المصالح الحقيقيين من الانتباه الموجه نحو الصفقة المعلن عنها ما يزيد أرباح الشركات. بالتالي، تلعب التأثيرات النفسية التي تخلقها مواقع التواصل الاجتماعي لدى مستخدميها دورًا كبيرًا في إبقاء الشركات الإعلانية عملائها متصلين بالإنترنت. أحد أسباب اعتماد المستخدمين على مواقع التواصل الاجتماعي هو كونها مصدر تسلية وتمنحهم شعورًا بالشمولية.عن طريق منح المستهلكين شعورًا بالشمولية، تُقدّم الإعلانات الاجتماعية التي تستهدف مجموعة معينة من المستخدمين لتبدو وكأنها مخصصة لهم، ما يمنحهم شعورًا بالاهتمام الذي لا يشعرون به عادة في العالم الحقيقي.

## التسويق القائم على أساس العلاقات
للقيام بالتسويق القائم على أساس العلاقات بدقة، على الشركات أن تطور ست أسواق وتديرها: سوق داخلية، وسوق العملاء، وسوق الإحالة، والمورد، والمؤثر، والموظف. للمحافظة على التسويق القائم على أساس العلاقات، عادة ما يشاهد العملاء المسوقين المؤثرين على مواقع التواصل الاجتماعي يحصلون على ضمانات وصناديق سلع جديدة مجانية فقط بهدف الإعلان عن منتجاتهم. يحصل المستخدمون ممن يتحولون إلى عملاء عن طريق هؤلاء المسوقين الاجتماعيين المؤثرين أحيانًا على صفقات أفضل من العملاء العاديين، ويُعتبر ذلك أسلوبًا تسويقيًا شائع الاستخدام. يعتقد المستخدمون أنهم يتلقون معاملة خاصة بسبب ذلك، لكن في الحقيقة يعود ذلك بالنفع على المؤثرين والعلامات التجارية خصوصًا بالنسبة إلى العلامات التجارية حديثة النشأة، إذ تستخدم هذا الأسلوب التسويقي لينتشر اسمها، فيبدأ الناس بالتحدث عنها، محققة بذلك هدفها الأساسي.